# ولادیمیر دنی سوف (ورزشکار)
ولادیمیر دنی سوف (روسی: Владимир Геннадьевич Денисов؛ زادهٔ ۲۲ مهٔ ۱۹۴۷) ورزشکار شمشیربازی اهل اتحاد جماهیر شوروی سوسیالیستی است.
وی در مسابقات کشوری و بین‌المللی در مجموع برندهٔ ۱ مدال نقره شده‌است.